# Assessment-Center

Ausschnitt eines typischen Bewertungsmusters

Gesamtansicht des Bewertungsbogens

Ein Assessment-Center (AC) (engl. assessment „Beurteilung“) ist eine Methode zur Einschätzung von Personen vor allem in den Bereichen der Personalauswahl und Personalentwicklung. Neben Ergebnissen von Arbeitssimulationen oder anderen Übungen (Rollenspiele, Gruppendiskussionen, Konzeptionsübungen u. a.) und deren Bewertung durch geschulte Beobachter („Assessoren“) können Leistungstests oder Persönlichkeitstests zur Einschätzung von Personen verwendet werden.

## Funktion
Wie alle personellen Auswahlverfahren hat auch das AC zwei Funktionen:
- Die Prüfung einer Auswahl von Kompetenzen (fachlich, sozial usw.). Dabei wird auch die „Stressresistenz“ (bedingt durch die prüfungsähnliche Situation) beobachtet.
- Die Rechtfertigung der Personalentscheidung: Um das Unternehmen vor Klagen zu schützen (Nichtbeachtung des Gleichheitsgrundsatzes), schaffen die Auswahlverfahren nachvollziehbare und überprüfbare Entscheidungskriterien.

## Geschichte
In einigen Schriften finden sich Vorstufen von AC in den chinesischen Auswahlverfahren öffentlicher Bediensteter, die mittels „Testbatterien“ ausgewählt wurden. Dabei handelte es sich noch nicht um psychologische Verfahren, einzig die Standardisierung der Übungen stellt die Nähe zum Auswahlverfahren Assessment-Center dar.
AC gehen auf Tests zurück, denen die deutsche Reichswehr nach dem Ersten Weltkrieg Offizieranwärter unterzog. 1920 gründete die Universität Berlin ein psychologisches Forschungszentrum im Auftrag des Reichswehrministeriums. Johann Baptist Rieffert, Leiter des Instituts, entwickelte das AC-Verfahren. Sein Ansatz lag auf der ganzheitlichen Betrachtung des Kandidaten. Später wurden dann erstmals psychologische Testverfahren eingesetzt, um Offiziere, Flugzeugführer, Kraftfahrer und Funker auszuwählen. Ab 1927 durfte kein Offizier der Reichswehr ernannt werden, der nicht zuvor erfolgreich das heerespsychologische Auswahlverfahren durchlaufen hatte. Damals gab es erstmals „führerlose Gruppendiskussionen“. Ziel war es, die Auswahl von Offizieren von der sozialen Herkunft und dem Status der Teilnehmer zu lösen sowie die Persönlichkeit der Bewerber umfassender zu ergründen. Diese Neuerungen bei den diagnostischen Verfahren zur Personalauswahl sollten die Diagnose der Gesamtpersönlichkeit ermöglichen und somit die Chancengleichheit und Gerechtigkeit bei der Auswahl gewährleisten. Dabei wird noch nicht berücksichtigt, dass diese Verfahren nicht die Gesamtpersönlichkeit abbilden können, sondern sich nur situationsbedingt betrachten lassen.
Während des nationalsozialistischen Regimes veränderte Hermann Göring die psychologische Auswahl von Offizieren und ersetzte sie durch eine intensive Prüfung der parteipolitischen Gesinnung und nationalsozialistischen Vorstellungen über Abstammung.
Im Zweiten Weltkrieg wurde das AC-Prinzip in Großbritannien unter dem Einfluss von William C. Byham ebenfalls zur Auswahl von Offizieren und von Douglas Bray in der AT&T zur Beobachtung von Nachwuchskräften benutzt. So lief bei AT&T von 1956 bis 1966 eine Studie (Management Progress Study) an über 400 Nachwuchsführungskräften auf hohem wissenschaftlichen Niveau. Der Erfolg dieser Studie forcierte in den 1960er und 1970er Jahren eine weite Verbreitung des Verfahrens sowohl in den USA (hier vorwiegend zur Auswahl von Agenten) als auch in Europa.
Bis heute sind Assessment Center im Bewerbungsverfahren der Bundeswehr für die Offizierslaufbahn sowie zivile Führungskräfte obligatorisch und werden durch eine spezialisierte Dienststelle, ACFüKrBw in Köln, durchgeführt.

## Einsatz
AC laufen ein- oder mehrtägig und sind daher kosten- und zeitaufwendig. AC können für sehr unterschiedliche Stellenbesetzungen verwendet werden. Dazu gehören Führungspositionen, aber auch Traineeprogramme und Volontariate, vor allem in großen Unternehmen.
Einer Einladung zur Teilnahme an einem Assessment-Center geht nicht immer eine Bewerbung auf eine Arbeitsstelle voraus. Möglich sind auch unternehmensinterne ACs, beispielsweise im Rahmen einer Potenzialanalyse, die der Auswahl eines Pools geeigneter Kandidaten für Führungsaufgaben dienen (Development Center).

### Variationen
Variationen bzw. Weiterentwicklungen, die sich im Wesentlichen der Assessment-Center-Methode bedienen, sind:
- Einzel-Assessment(-Center): Gibt es meistens für das oberste Management. Gründe für Einzel-ACs in der Praxis sind: diagnostische und datenschutzrechtliche Vorteile; die Bewerbungen müssen „geheim“ bleiben (Kandidat hat den „alten Arbeitsplatz“ noch nicht gekündigt); es geht um sensible Unternehmensteile, in die nicht „jedermann“ einsehen soll; für bestimmte Positionen gibt es nicht genügend Bewerber etc.
- Management Audit. Gegenüber dem AC übernehmen das Management Audit in der Regel unternehmensexterne Beratungsfirmen, um Manager und Führungskräfte zu bewerten. Das Ziel dieses Audits ist weniger die isolierte eignungspsychologische Analyse eines Kandidaten als vielmehr die konkrete Betrachtung und Bewertung individueller Managementfähigkeiten und Entwicklungspotentiale.
- Entwicklungs-AC/Development Center/Lernpotenzial-AC: werden meist zum gezielten Aufbau (Weiterentwicklung) von Mitarbeitern eingesetzt.
Beispiele: im Zuge einer organisatorischen Veränderung und damit verbundenen neuen Aufgaben, die bestehende Mitarbeiter übernehmen sollen (Auswahl und Entwicklung der betreffenden Personen) oder zum Aufbau von unternehmensspezifisch sehr gut ausgebildeten Trainees, Nachwuchsführungskräften usw.
- Evaluations-ACs: zur Kontrolle von Qualifikationsmaßnahmen. Zum Beispiel wird nach einer Ausbildung bewertet („evaluiert“), ob die Kandidaten die Inhalte auch in die Praxis bzw. in ihr eigenes Verhaltensrepertoire übernommen haben.
- Online-Assessment[4] wird als einfache und preiswerte Alternative verwendet.
- Computergestützte Personalauswahl:[5]  Die Beobachtungen im AC werden computergestützt erfasst und ausgewertet. Dies dient einer effizienten Datenverwaltung und der verbesserten Auswertungsobjektivität. Ebenso können beispielsweise Beobachter an noch fehlende Eingaben erinnert oder alle Beobachtungen direkt auf einem Server verrechnet werden.
- Potenzial-Assessment: Zur Evaluierung der eigenen Stärken wird für Schüler und Berufseinsteiger das Potenzial-Assessment angeboten. Dieses eignungsdiagnostische Instrument dient zur Klärung der Potenziale und Fähigkeiten, schwerpunktmäßig zur Analyse der eigenen Stärken.

Weitere Bezeichnungen, unter denen sich ACs in der Praxis der Personalentwicklung finden, sind: Personalentwicklungs-/Entwicklungsseminar, Auswahlseminar, Offizierbewerber-Prüf-Zentrale, Förderseminar, Standortbestimmungsseminar, Development-Center, Potenzialanalyse-Seminar, erweiterte psychologische Untersuchung. (Häufig liegt der Grund für die Wahl eines alternativen Namens darin, dass mit der Einladung zu einem AC bei den Teilnehmern Ängste hervorgerufen werden, die auf diese Weise verhindert werden sollen.)

### Methoden
Die natürliche Reaktion eines Menschen auf starken Stress ist Flucht oder Angriff. Genau diesem starken Stress wird jeder Prüfling ausgesetzt. Der Stress (Flucht- oder Angriffsinstinkt) wird kombiniert mit diversen Leistungstests und gruppendynamischen Aufgaben. Mit anderen Worten: Der Prüfling soll in einer extremen Situation getestet werden.
Wesentliche Methoden von Assessment-Centern sind:
- strukturierte Interviews (häufig zu Beginn),
- Gruppendiskussionen (jeder gegen jeden), meist ist anschließend ein in der Gruppe gefundenes Ergebnis zu präsentieren,
- Postkorbübungen, Helicopter-View (eine sich an die Postkorb-Übung anschließende Befragung, in der der Kandidat seine einzelnen Entscheidungen begründen muss),
- Rollenspiele (kritische Vorgesetzter-Mitarbeiter-Gespräche, Kollegengespräche, Verkaufsgespräche),
- Präsentationsaufgaben, einzeln oder in Kleingruppen,
- Fallstudien,
- Fact Finding,
- Fragebögen (psychometrische Testverfahren: Persönlichkeits- und Leistungstests), Intelligenztests, schriftlich und am PC,
- Abschlussgespräch mit Auswertung und ggf. Jobangebot,
- bei längeren AC auch Essenseinladung (Gabeltest).

Fast alle Bestandteile des AC sind unter Zeitvorgaben zu erfüllen, dabei sind insbesondere die Leistungstests so konzipiert, dass kaum alle Aufgaben erfüllt werden können.

### Qualitätskriterien
Der Verein Arbeitskreis Assessment-Center hat neun Qualitätskriterien bestimmt:
- Anforderungsorientierung: Im Vorfeld der Assessment-Durchführung sollten die Kompetenz- und Beobachtungsbereiche mit dem Arbeitsfeld und dem Ziel des Assessments eindeutig festgelegt und die Inhalte geplant werden.
- Verhaltensorientierung: Die Teilnehmer werden anhand ihres tatsächlichen Verhaltens bei der Bearbeitung von spezifischen Assessment-Arbeitsaufträgen eingeschätzt.
- Prinzip der kontrollierten Subjektivität: Um die hohe Aussagefähigkeit sicherzustellen, muss das Personal speziell für die Beobachtung im Assessment geschult sein. Außerdem sollten mindestens zwei Beobachter das Assessment betreuen.
- Simulationsprinzip: Um vorhandene Fähigkeiten beobachten und Entwicklungspotenziale einschätzen zu können, werden reale und typische Anforderungen aus der Arbeitswelt gezielt simuliert.
- Transparenzprinzip: Zur Gewährleistung der Transparenz sollten alle Beteiligten über Durchführung, Ziel und Ablauf und anschließender Ergebnisnutzung umfassend informiert werden.
- Individualitätsprinzip: Jede teilnehmende Person soll ganz individuell beobachtet und eingeschätzt werden. Dazu sollte eine individuelle aussagekräftige Rückmeldung für jeden Teilnehmenden nach jedem durchgeführten Assessment-Auftrag gehören.
- Systemprinzip: Ein Assessment ist immer eingebunden in einen größeren Zusammenhang, wozu gehört, dass eine Anschlusssicherung etc. gewährleistet sein sollte. Zu diesem Prinzip gehört auch, dass mindestens zwei Arbeitsaufträge pro Kompetenzbereich durchgeführt werden müssen, um zu sicheren Ergebnissen kommen zu können.
- Lernorientierung des Verfahrens selbst: Das Verfahren sollte immer neuen Anforderungen und Zielgruppen angepasst werden und eine laufende Weiterentwicklung erfahren.
- Organisierte Prozesssteuerung: Die Entwicklung, Durchführung und Auswertung eines Assessments stellt in der Regel einen komplexen, dynamischen Prozess dar, dessen Abläufe organisiert werden müssen.

## Stärken und Schwächen

### Stärken
AC dienen der eignungspsychologischen Analyse eines Probanden. Je nach Charakter und Persönlichkeit einer Person werden Fähigkeiten und Fertigkeiten unterschiedlich zur Problemlösung eingesetzt. Diese sehr individuellen Problemlösungen werden durch die AC individuell bewertet.
Bezeichnend für ein AC ist, dass die zu beurteilenden Personen nicht nur in einer Situation (z. B. das „klassische Bewerber-Interview“), sondern in mehreren Situationen (Verhaltenssimulationen, Arbeitsproben) über einen längeren Zeitraum beobachtet und bewertet werden können. Insbesondere können durch geschulte Beobachter die zwischenmenschlichen Kommunikationsfähigkeiten und Führungsqualitäten festgestellt werden, die sich nicht mit gleicher Sicherheit aus Arbeitszeugnissen ableiten lassen.
Wichtig ist, dass im AC zwischen bereits vorhandenen Fähigkeiten, Fertigkeiten und Kompetenzen etc. und noch nicht entwickelten, jedoch grundsätzlich entwickelbaren Fähigkeiten etc. (siehe Potenziale) unterschieden wird.

### Schwächen

Interessenskonflikte im Assessment-Center

Kritiker bestreiten die Tauglichkeit der Messungen bzw. die Wirksamkeit von ACn. Demnach sind Manipulationsmöglichkeiten und Interessenskonflikte die stärksten Indikatoren für den mangelnden Nutzen. Zudem wird die Übertragbarkeit der Ergebnisse auf die tatsächlichen Anforderungen angezweifelt.
Kritisiert wird auch die starke Konzentration auf die Persönlichkeit des Teilnehmers. Bislang ist der Organisationspsychologie der Nachweis nicht gelungen, dass Menschen mit bestimmten Eigenschaften besonders erfolgreich führen können. Dies wird damit begründet, dass gewisse Eigenschaften, wie etwa Intelligenz, von Menschen ganz unterschiedlich in Verhalten umgesetzt werden. Dennoch scheint in der Praxis die Vorstellung vom „großen charismatischen Führer“ verlockend zu sein.

#### Manipulationsmöglichkeit
Insbesondere bei der Anwendung von Persönlichkeitstests für die Auswahl von Mitarbeitern besteht das Problem der Manipulierbarkeit der Ergebnisse durch den Probanden: Die Fragen lassen fast immer erkennen, auf welche Charaktereigenschaften ihre Beantwortung schließen lässt und welche davon für die (Führungs-)Position positiv bewertet werden.
Selbst wenn durch geschickte Kontrollfragen versucht wird, die Kohärenz (innere Stimmigkeit) des Antwortverhaltens zu gewährleisten, bleibt das Problem bestehen. Allein die Tatsache, dass der Proband glaubt, er könne das Testergebnis in seinem Sinne manipulieren, führt zu einer Verfälschung der Ergebnisse. Studien haben belegt, dass Testprobanden, die aufgefordert wurden, Ergebnisse zu manipulieren, dazu auch in der Lage waren.
Dagegen wird angeführt, dass sich der Mensch in unterschiedlichen Rollen angepasst verhalten kann. Die Fähigkeit, die Notwendigkeit zur Anpassung zu erkennen und sich dann entsprechend zu verhalten (oder das Antwortverhalten zu zeigen), kann ebenfalls als Testergebnis gewertet werden. In einigen Tests wird daher über eine „Konsistenzkennziffer“ und die Aufzeichnung des Antwortverhaltens eine Interpretation des Testergebnisses auch auf dieser Ebene ermöglicht. Allerdings überschreitet diese Ebene der Beurteilung bei weitem das Niveau der meisten AC.

#### Interessenkonflikte
Die Möglichkeit der Manipulation und ein hoher ökonomischer Druck sind ideale Voraussetzungen zur Verfälschung der Ergebnisse. AC stellen ein sehr teures Auswahlverfahren dar. Um die Kosten gegenüber dem Unternehmen zu rechtfertigen, sollen AC hochwertige Ergebnisse liefern. Die vom Verein „Arbeitskreis Assessment-Center“ erarbeiteten neun Qualitätskriterien dienen dazu, die zahlreichen Möglichkeiten der Ergebnisverfälschung zu minimieren, ganz verhindern kann man Fälschungen jedoch nicht.

## International
In den USA sind AC in der Form, wie es sie in Deutschland gibt, außerhalb des Militärs eher unbekannt. Wichtigstes Auswahlinstrument in den USA ist stattdessen die verhaltensbasierte Befragung (behavioral interview). 
Als Beispiel kann das Energieunternehmen Duke Power genannt werden, weil es Absolventen der High-School auf der Basis der Note und eines kognitiven Tests einstellte. Das Gericht verurteilte das Unternehmen mit der Begründung, dass weiße Personen dreimal so häufig einen High-School-Abschluss haben wie schwarze, – das stelle eine unzulässige Benachteiligung letzterer dar.
In Europa sind AC besonders in deutsch- und englischsprachigen Gebieten verbreitet.
In Asien sind AC auch eine Methode der Mitarbeiterbeurteilung, allerdings mit anderen Schwerpunkten. Die Gruppenorientierung, beispielsweise in Japan, wird als große Stärke jedes Unternehmens angesehen. Demzufolge wird „Assessment“ entweder oft als reine Bewertung (das Ausfüllen eines Formulars) oder als Gruppentraining (die ganze Abteilung macht den gleichen AC-Test) verstanden.